# Журбина, Евгения Исааковна
Евге́ния Исаа́ковна Журбина́ (19 ноября 1903, Гомель, Могилёвская губерния, Российская империя — 1988) — российский литературный критик.
Окончила Ленинградский государственный университет им. А. А. Жданова (1925).
Награждена медалями. Чл. Союза писателей СССР (1935).

## Произведения

### Критика
- Фельетон в газете 40-х гг. — М., 1930.
- Искусство очерка. — М., 1957.
- Искусство фельетона. — М., 1965.
- Теория и практика художественно-публицистических жанров. — М., 1969[2].
- Повесть с двумя сюжетами о публицистической прозе. — М., 1974.
- Устойчивые темы: Статьи. — М., 1974.